# Paracedicus kasatkini
Espèce
Paracedicus kasatkini est une espèce d'araignées aranéomorphes de la famille des Desidae.

## Distribution
Cette espèce est endémique du Golestan en Iran,. Elle se rencontre vers Azarshahr.

## Description
La femelle holotype mesure 11,9 mm.

## Systématique et taxinomie
Cette espèce a été décrite par Zamani et Marusik en 2017.

## Étymologie
Cette espèce est nommée en l'honneur de Dennis Kasatkin.

## Publication originale
- Zamani & Marusik, 2017 : « Six new species of spiders (Arachnida: Araneae) from Iran. » Oriental Insects, vol. 51, no 4, p. 313-329.